# Cycas tanqingii
Cycas tanqingii — вид голонасінних рослин класу саговникоподібні (Cycadopsida).
Етимологія: вшанування Тан Цин, директора англ. Shenzhen Fairy Lake Botanic Garden у той час, коли цей вид був описаний.

## Опис
Стовбури деревовиді або безстеблеві, 2 м заввишки, 25–30 см діаметром у вузькому місці; 4–7 листків у кроні. Листки темно-зелені, дуже блискучі, довжиною 190–360 см. Пилкові шишки веретеновиді, жовтого до помаранчевого, довжиною 40 см, 5–8 см діаметром. Мегаспорофіли 10–12 см завдовжки, коричнево-повстяні. Насіння від майже кулястого яйцеподібного, 35–40 мм завдовжки, 30–35 мм завширшки; саркотеста жовта, не вкрита нальотом, товщиною 2 мм.

## Поширення, екологія
Країни поширення: Китай (Юньнань). Був відмічений до 800 м над рівнем моря. Цей вид зустрічається підліском у дощових лісах у віддалених і гірських районах у Китаї. Рослини також, можливо, ростуть у зімкнутих вічнозелених лісах у В'єтнамі.

## Загрози та охорона
Велика частина лісу була очищена для сільського господарства у останні десятиліття, і, загалом, решта лісу є тільки на стрімких кручах, які не підходять для будь-якого виду обробітку.